# Lista de canções número um na Brasil Hot Pop Songs em 2009

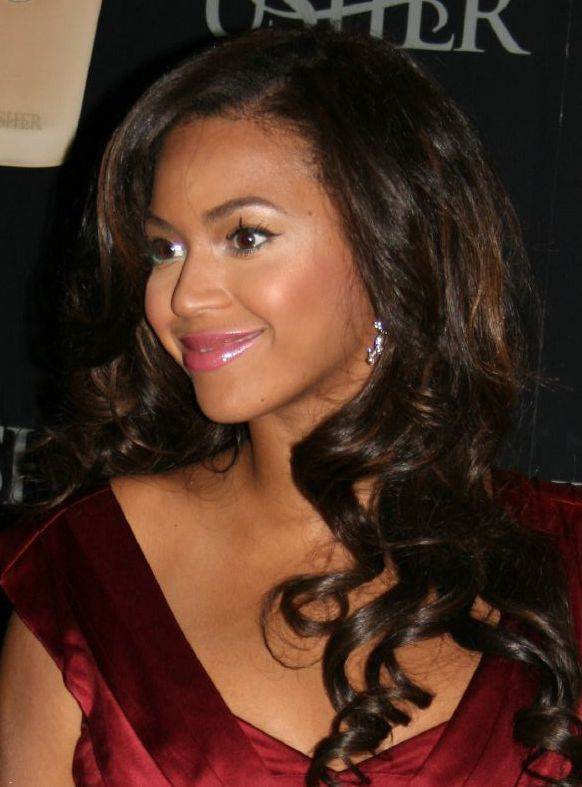
A estadunidense Beyoncé é a primeira artista a liderar a Brasil Hot Pop Songs, em outubro de 2009, com a canção "Halo", que ficou no topo por dois meses consecutivos.

Esta é a lista de canções que atingiram o número um da tabela musical Brasil Hot Pop Songs em 2009. A lista é publicada mensalmente pela revista Billboard Brasil, que divulga as quarenta faixas mais executadas nas estações de rádios do Brasil a partir de dados recolhidos pela empresa Crowley Broadcast Analysis. As músicas, de repetório nacional e internacional, são avaliadas através da grade de segmento pop da companhia supracitada, que compreendia até então as cidades de São Paulo, Rio de Janeiro, Campinas, Ribeirão Preto, Brasília, Belo Horizonte, Curitiba, Porto Alegre, Recife, Salvador, Florianópolis e Fortaleza, além da região do Vale do Paraíba.
Em seu primeiro ano, duas artistas, ambas internacionais e oriundas dos Estados Unidos e duas canções alcançaram o primeiro lugar do periódico musical. Também, as duas músicas entraram na Brasil Hot 100 Airplay no primeiro lugar. Beyoncé liderou a parada por outubro e novembro com a canção "Halo". No mês seguinte, a versão de Mariah Carey para "I Want to Know What Love Is" atingiu o cume, terminando a trajetória das músicas pop mais tocadas no país daquele ano.

## Histórico
| Mês      | Canção                        | Artista(s)   | Melhor posição na Brasil Hot 100 Airplay | Ref.        |
| -------- | ----------------------------- | ------------ | ---------------------------------------- | ----------- |
| Outubro  | "Halo"                        | Beyoncé      | 1                                        | [ 3 ] [ 4 ] |
| Novembro | "Halo"                        | Beyoncé      | 1                                        | [ 3 ] [ 4 ] |
| Dezembro | "I Want to Know What Love Is" | Mariah Carey | 1                                        | [ 5 ]       |